# NK Zdenka Veliki Zdenci
NK Zdenka 91 je nogometni klub iz Velikih Zdenaca. U sezoni 2020./21. se natječe u 4. NL Bjelovar – Koprivnica – Virovitica.
Trener je Sanjin Romozi.